# Funcrusher Plus
Funcrusher Plus è il primo album del gruppo hip hop statunitense Company Flow, pubblicato nel 1997 e contenente 7 delle 8 tracce del precedente Funcrusher EP (esclusa Corners 94) più 12 tracce scritte ex novo. Ampiamente elogiato dai critici musicali, è ritenuto uno dei migliori album hip hop degli anni novanta. Nel 2003, Pitchfork inserisce Funcrusher Plus nella sua lista dei migliori 100 album degli anni novanta. Nel 2014, Complex inserisce l'album nella propria lista sui 90 migliori album rap degli anni novanta. La rivista britannica Fact nel 2015 lo ha messo al quarto posto tra le 100 migliori pubblicazioni hip hop indipendenti di sempre.
| Recensione                    | Giudizio |
| ----------------------------- | -------- |
| AllMusic                      | [ 5 ]    |
| Encyclopedia of Popular Music | [ 6 ]    |
| Los Angeles Times             | [ 7 ]    |
| Spin                          | [ 8 ]    |
| NME                           | [ 9 ]    |
| Pitchfork                     | [ 10 ]   |
| PopMatters                    | [ 11 ]   |
| The Rolling Stone Album Guide | [ 12 ]   |

## Tracce
1. Bad Touch Example – 3:26 (testo: Bigg Jus, El-P – musica: El-P)
2. 8 Steps to Perfection – 4:43 (testo: Bigg Jus, El-P – musica: El-P)
3. Collude/Intrude – 5:25 (testo: El-P, J-Treds – musica: El-P)
4. Blind – 3:42 (testo: Bigg Jus, El-P – musica: El-P)
5. Silence – 3:33 (testo: Bigg Jus – musica: El-P)
6. Legends – 4:02 (testo: El-P – musica: El-P)
7. Help Wanted – 2:13 (musica: El-P)
8. Population Control – 4:26 (testo: El-P, Bigg Jus, R.A. the Rugged Man – musica: El-P)
9. Lune TNS – 3:39 (testo: Bigg Jus – musica: Bigg Jus)
10. Definitive – 5:47 (testo: El-P – musica: El-P)
11. Lencorcism – 0:36 (musica: Mr. Len)
12. 89.9 Detrimental – 1:03 (testo: El-P – musica: El-P)
13. Vital Nerve – 5:01 (testo: El-P, BMS – musica: El-P)
14. Tragedy of War (in III Parts) – 3:49 (testo: Bigg Jus, El-P – musica: El-P)
15. The Fire in Which You Burn – 5:02 (testo: Breezly Brewin, J-Treds, El-P, Bigg Jus – musica: El-P)
16. Krazy Kings – 4:52 (testo: Bigg Jus – musica: El-P)
17. Last Good Sleep – 5:59 (testo: El-P – musica: Mr. Len, El-P)
18. Info Kill II – 3:48 (testo: Bigg Jus, El-P – musica: El-P)
19. Funcrush Scratch – 2:48 (musica: Mr. Len)